# حوزه علمیه کمالیه

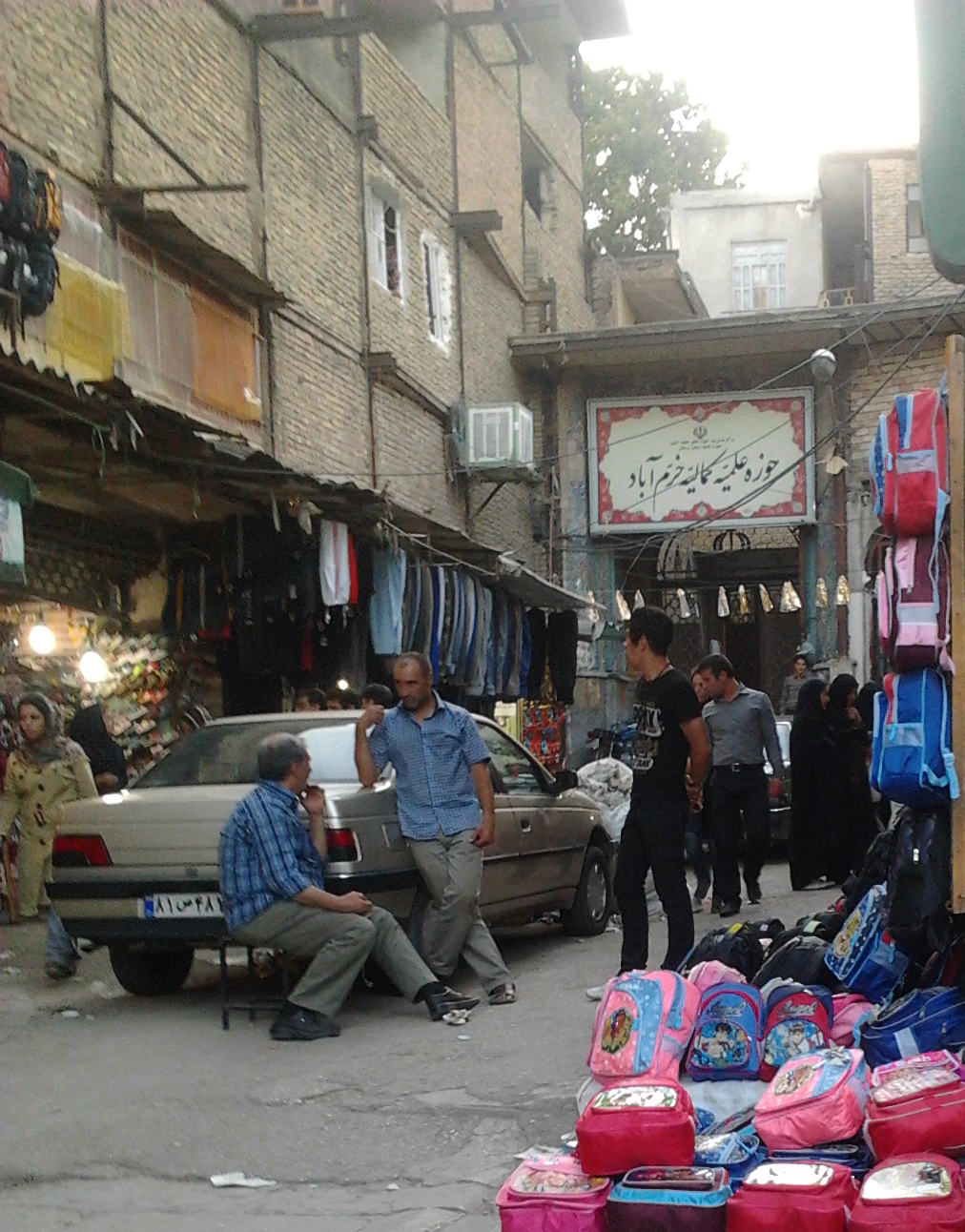
حوزه علمیه کمالیه در مرکز شهر و در بافت قدیمی قرارگرفته است

حوزه علمیه کمالیه  یکی از حوزه‌های علمیه در شهر خرم‌آباد است که در سال ۱۳۲۸ و با حضور سید حسین طباطبایی بروجردی و روح‌الله کمالوند تأسیس شد. این حوزه علمیه به دلیل آنکه روح‌الله کمالوند از روحانیون سرشناس خرم‌آباد در راه اندازی آن نقش پررنگی داشت به نام حوزه علمیه کمالیه نام‌گذاری شد.

## نحوه ساخت
پس از آنکه مسجد جامع خرم‌آباد در سال ۱۳۱۲ توسط شهرداری خرم‌آباد و به منظور ایجاد خیابان دوازده‌برجی تخریب و به دو مسجد کوچک در دو طرف خیابان تبدیل شد از آجرهای مسجد جامع تخریب شده خرم‌آباد برای ساخت یک مسجد جامع نو استفاده شد اما به دلایلی استفاده از مسجد جامع نو ممنوع و از آن به عنوان محلی برای داد و ستد غله استفاده گردید.

در سال ۱۳۲۱ تصمیم برآن شد که از مسجد جامع نو به عنوان یک مدرسه دینی استفاده شود. این مدرسه در سال ۱۳۲۸ رسما به عنوان حوزه علمیه کمالیه به فعالیت ادامه داد.